# Kazimierz Małachowski
Kazimierz Małachowski (* 27. Februar 1765 in Wisnowo bei Slonim/Großfürstentum Litauen, heute im Osten der Rajon Selwa in Belarus; † 5. Januar 1845 in Chantilly) war ein polnischer General.

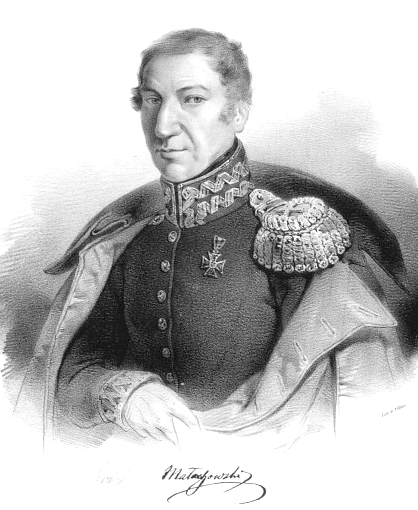
Kazimierz Małachowski

## Leben
Er entstammte nicht der gleichnamigen Grafenfamilie. Er trat zunächst in die Kadettenanstalt in Warschau ein, musste diese aber wohl wegen der Armut seiner Familie verlassen und trat 1786 als einfacher Kanonier in die polnische Armee ein. Im Jahr 1790 wurde er zum Leutnant befördert. Wegen seiner Tapferkeit während des Kościuszko-Aufstands wurde er zum Major ernannt. Nach der letzten Teilung Polens floh er ins Ausland. Im Jahr 1797 trat er in die in französischen Diensten stehende polnische Legion ein. Er wurde nach einer Schlacht von den Österreichern gefangen genommen und interniert. Nach seiner Freilassung wurde er Befehlshaber des 114. Linienregiments. Mit diesem machte er die Expedition nach Santo Domingo mit. Nach der Kapitulation der französischen Truppen haben ihn die Engländer in Jamaika inhaftiert.

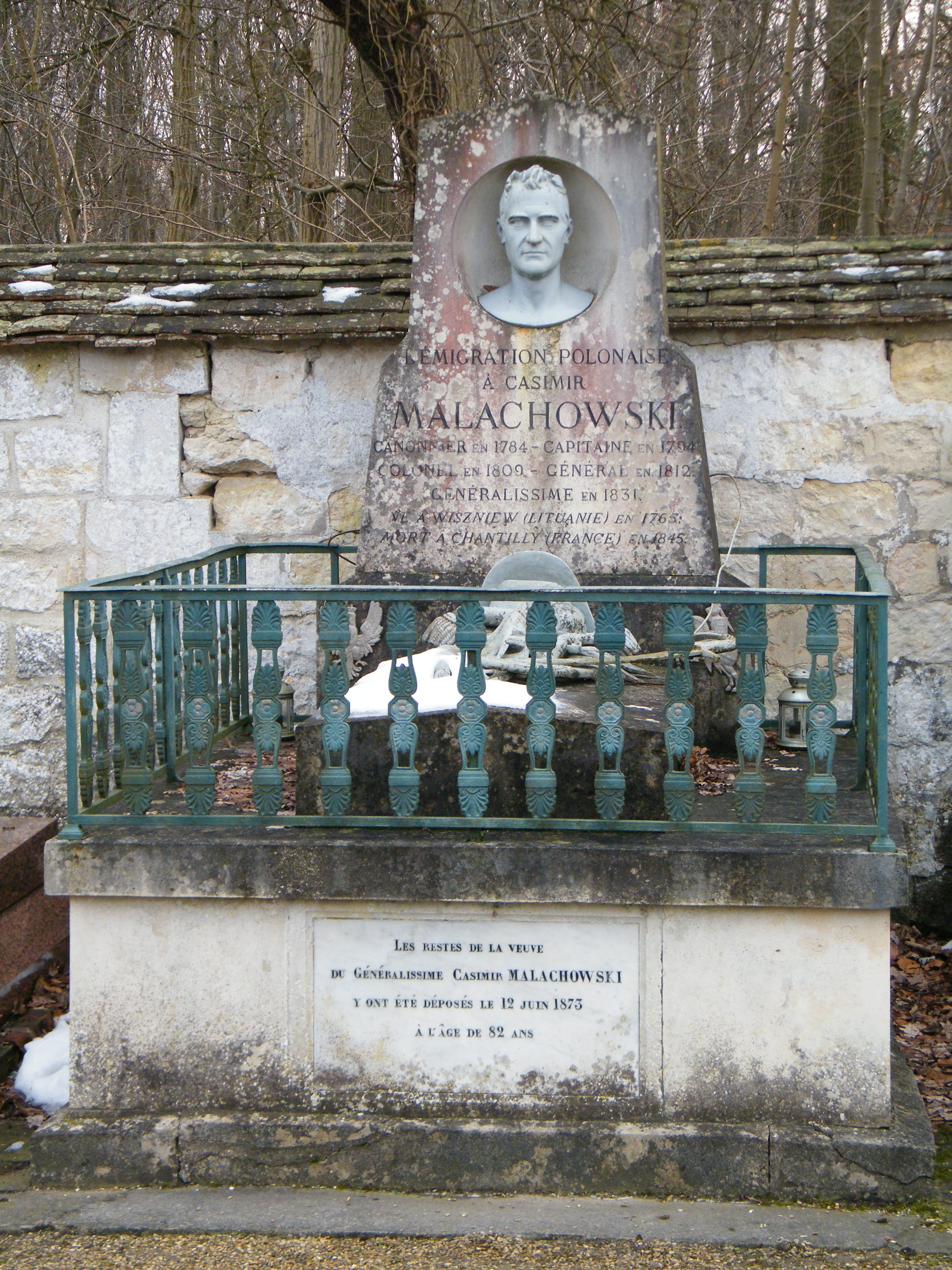
Grab in Chantilly.

Nachdem er nach Frankreich zurückgekehrt war, trat er als Oberst in die neu gegründete polnische Armee ein. Während des Russlandfeldzuges deckte er mit seinen Einheiten beim Rückzug unter hohen Verlusten den Übergang über die Beresina. Dafür ernannte ihn Napoleon zum General. In der Völkerschlacht bei Leipzig wurde er von den Russen gefangen genommen, aber gegen sein Ehrenwort wieder freigelassen. Nach dem Ende des Großherzogtums Warschau wurde er 1815 kurze Zeit Gouverneur der Festung Modlin, gab diesen Posten aber bald wieder auf. Er zog sich danach auf seine Besitzungen zurück.
Nach dem Beginn des Novemberaufstandes von 1831 trat er wieder in die polnische Armee ein und erhielt zunächst das Kommando über eine Division, mit der er in verschiedenen Schlachten kämpfte. Eine erste Bitte, den Oberbefehl über die polnischen Streitkräfte zu übernehmen, lehnte er ab. Während der Belagerung von Warschau nahm er das Amt an, legte es nach der Kapitulation wenige Tage später wieder nieder. Nach dem Scheitern des Aufstandes floh er zunächst nach Preußen und dann nach Frankreich.